# Kamimuria
Kamimuria és un gènere d'insectes pertanyent a la família dels pèrlids que es troba a Àsia: l'Extrem Orient.

## Taxonomia
- Kamimuria acutispina Wu, C.F., 1973
- Kamimuria amoena Klapálek, 1912
- Kamimuria anamensis Banks, 1920
- Kamimuria atra Sivec & Stark, 2008
- Kamimuria atricornis Klapálek, 1912
- Kamimuria atrocephala Sivec & Stark, 2008
- Kamimuria azunensis Sivec & Stark, 2008
- Kamimuria bolivari Klapálek, 1907
- Kamimuria brevilata Du "a" Li & Jin 2002
- Kamimuria brunneicornis (Klapálek, 1921)
- Kamimuria cheni Wu, 1947
- Kamimuria chingtechnensis Wu, 1935
- Kamimuria chungnanshana Wu, 1938
- Kamimuria circumscripta Klapálek, 1912
- Kamimuria coarctata Klapálek, 1912
- Kamimuria coreana C. H. Ra, J. S. Kim, Y. W. Kang & S. A. Ham, 1994
- Kamimuria crassispina Wu, 1947
- Kamimuria crocea Harper, 1976
- Kamimuria curriei Sivec & Stark, 2008
- Kamimuria exilis (McLachlan, 1972)
- Kamimuria formosana (Klapálek, 1921)
- Kamimuria fulvescens Klapálek, 1912
- Kamimuria himalayana Harper, 1976
- Kamimuria infumata (Navàs, 1936)
- Kamimuria integra (Klapálek, 1916)
- Kamimuria jariyae Sivec & Stark, 2008
- Kamimuria jeanneli Wu, 1935
- Kamimuria kelantonica Klapálek, 1912
- Kamimuria kirinensis Wu, 1938
- Kamimuria klapaleki (Wu & Claassen, 1934)
- Kamimuria lepida Klapálek, 1912
- Kamimuria lii Du "a" Li & Jin 2002
- Kamimuria longispina Wu, 1947
- Kamimuria lyubaretzi Teslenko, 2006[3]
- Kamimuria magna Wu, 1938
- Kamimuria manchuriana Wu, 1938
- Kamimuria maolanensis Du, "a" Li & Jin 2002
- Kamimuria melli Wu, 1935
- Kamimuria microda Du, "a" Li & Jin 2002
- Kamimuria nigriceps Navás, 1919
- Kamimuria nigrita Wu, 1962
- Kamimuria notalis Navás, 1927
- Kamimuria obtusa Sivec & Stark, 2008
- Kamimuria orthogonia Wu, 1962
- Kamimuria poilanina Navás, 1934
- Kamimuria praeusta Klapálek, 1912
- Kamimuria punctata Sivec & Stark, 2008
- Kamimuria quadrata (Klapálek, 1907)
- Kamimuria ramosa Navás, 1936
- Kamimuria robusta Wu, 1947
- Kamimuria sahlbergi Kloponen, 1949
- Kamimuria senticosa Harper, 1976
- Kamimuria sikkimensis (Enderlein, 1909)
- Kamimuria similis Klapálek, 1912
- Kamimuria sparsula Du "a" Wu & Pan 2001
- Kamimuria taoi Wu, 1936
- Kamimuria tenuispina Wu, 1947
- Kamimuria tibialis (Pictet, F.J., 1841)
- Kamimuria tienmushanensis Wu, 1938
- Kamimuria trang Sivec & Stark, 2008
- Kamimuria trapezoidea Wu, 1962
- Kamimuria tuberosa Wu, C.F., 1973
- Kamimuria turbinata Sivec & Stark, 2008
- Kamimuria uenoi Kohno, 1947
- Kamimuria zonata Sivec & Stark, 2008
- Kamimuria zwicki Stark & Sivec, 2008[4][5][6]